# Bülent Arel
Bülent Arel (ur. 23 kwietnia 1919 w Stambule, zm. 24 listopada 1990 w Stony Brook) – turecki kompozytor.

## Życiorys
Ukończył konserwatorium w Ankarze, gdzie studiował u Necila Kazıma Aksesa i Eduarda Zuckmayera. W latach 1941–1947 przebywał w Paryżu, gdzie studiował inżynierię dźwięku. Pracował w radiu w Ankarze (1951–1959 i 1963–1965), gdzie był dyrektorem muzycznym. Od 1959 do 1963 roku zatrudniony był w Columbia-Princeton Electronic Music Studio. Wykładał teorię muzyki w konserwatoriach w Ankarze i Stambule. W latach 1961–1962 i 1965–1970 profesor kompozycji i muzyki elektronicznej na Uniwersytecie Yale. Od 1971 roku był wykładowcą Stony Brook University.
Tworzył muzykę w stylu neoklasycznym, inspirowaną dokonaniami Ravela i Strawinskiego, sięgał jednak również po dodekafonię i atonalność. Skomponował m.in. dwie symfonie (1945, 1947), Passacaglia na smyczki i perkusję (1944), Short Piece na orkiestrę (1967), koncert fortepianowy (1943), 4 utwory na kwartet smyczkowy (1947), musical Boulevard (1963), pieśni, balety, ponadto muzykę elektroniczną (Electronic Music I 1960, Impressions of Wall Street 1961, balet do muzyki elektronicznej Mimiana 1968).